# Wahlbezirk Salzburg 4
Der Wahlbezirk Salzburg 4 war ein Wahlkreis für die Wahlen zum Abgeordnetenhaus im österreichischen Kronland Salzburg. Der Wahlbezirk wurde 1907 mit der Einführung der Reichsratswahlordnung geschaffen und bestand bis zum Zusammenbruch der Habsburgermonarchie.

## Geschichte
Nachdem der Reichsrat im Herbst 1906 das allgemeine, gleiche, geheime und direkte Männerwahlrecht beschlossen hatte, wurde mit 26. Jänner 1907 die große Wahlrechtsreform durch Sanktionierung von Kaiser Franz Joseph I. gültig. Mit der neuen Reichsratswahlordnung schuf man insgesamt 516 Wahlbezirke, wobei mit Ausnahme Galiziens in jedem Wahlbezirk ein Abgeordneter im Zuge der Reichsratswahl gewählt wurde. Der Abgeordnete musste sich dabei im ersten Wahlgang oder in einer Stichwahl mit absoluter Mehrheit durchsetzen. Der Wahlkreis Salzburg 4 umfasste die Gerichtsbezirke Salzburg, Oberndorf und Mattsee, wobei die Gemeinden Maxglan, Gnigl, Aigen und Morzg des Gerichtsbezirks Salzburgs (alle Wahlbezirk 2) sowie der Gerichtssitz Oberndorf (Wahlbezirk 3) vom Wahlbezirk ausgenommen waren.
Aus der Reichsratswahl 1907 ging Franz Heilmayer (Christlichsoziale Partei) als Sieger hervor, wobei er sich mit 74 Prozent klar gegen seine Gegenkandidaten von den Sozialdemokraten bzw. der Deutsch-Konservativen Volkspartei durchsetzen konnte. Mit fast 70 Prozent konnte er sein Mandat schließlich auch bei der Reichsratswahl 1911 deutlich verteidigen. Zweitstärkste Partei im Wahlkreis war jeweils die Deutsch-Konservative Volkspartei bzw. deren Nachfolgepartei der Deutschfreiheitlich Volksbund, dahinter folgten die Sozialdemokraten.

## Wahlen

### Reichsratswahl 1907
Die Reichsratswahl 1907 wurde am 14. Mai 1907 durchgeführt. durchgeführt. Die Stichwahl entfiel auf Grund der absoluten Mehrheit für Franz Heilmayer im ersten Wahlgang.
| Kandidat                                                                    | Partei                             | Wahlkreisstimmen | Prozent |
| --------------------------------------------------------------------------- | ---------------------------------- | ---------------- | ------- |
| Franz Heilmayer                                                             | Christlichsoziale Partei           | 3492             | 74,1 %  |
| Ruper Mayr                                                                  | Deutsch-Konservative Volkspartei   | 696              | 14,8 %  |
| Andrä Reischl                                                               | Sozialdemokratische Arbeiterpartei | 454              | 9,6 %   |
|                                                                             | Sonstige                           | 70               | 1,5 %   |
| Wahlberechtigte: 5072, Ungültige/Leere Stimmen: 97, Wahlbeteiligung: 94,8 % |                                    |                  |         |

### Reichsratswahl 1911
Die Reichsratswahl 1911 wurde am 13. Juni 1911 durchgeführt. Die Stichwahl entfiel auf Grund der absoluten Mehrheit für Franz Heilmayer im ersten Wahlgang.
| Kandidat                                                                     | Partei                             | Wahlkreisstimmen | Prozent |
| ---------------------------------------------------------------------------- | ---------------------------------- | ---------------- | ------- |
| Franz Heilmayer                                                              | Christlichsoziale Partei           | 3368             | 69,7 %  |
| Michael Helminger                                                            | Deutschfreiheitlicher Volksbund    | 843              | 17,4 %  |
| Johann Hagenauer                                                             | Sozialdemokratische Arbeiterpartei | 541              | 11,2 %  |
|                                                                              | Sonstige                           | 79               | 1,6 %   |
| Wahlberechtigte: 5441, Ungültige/Leere Stimmen: 205, Wahlbeteiligung: 92,6 % |                                    |                  |         |